# Мегомметр

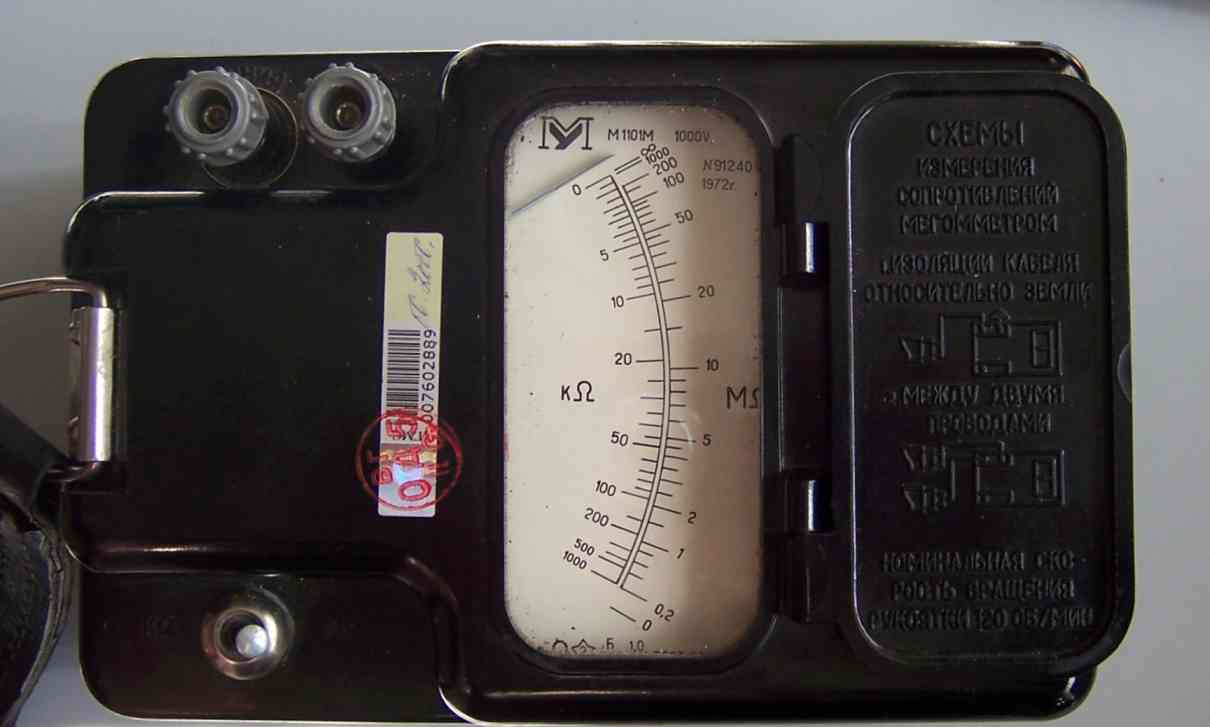
Мегомметр М1101М.

Мегомме́тр (рос. мегомметр, англ. megger, megohmmeter; нім. Megohmmeter n) — прилад (омметр) для вимірювання великих електричних опорів (понад 100 кОм), наприклад, опору ізоляції кабелів, трансформаторів, електричних машин. 
Широко застосовується в практиці гірничих електромеханічних робіт.

## Логометричні мегомметри
Основою логометричних мегомметрів є логометр, до плечей якого підключаються в різних комбінаціях (залежно від межі вимірювання) зразкові внутрішні резистори і вимірюваний опір, показання логометра залежить від співвідношення цих опорів. Як джерело високої напруги, необхідне для проведення вимірювань, в таких приладах зазвичай використовується механічний індуктор - електрогенератор з ручним приводом, в деяких мегомметрах замість індуктора застосовується напівпровідниковий перетворювач напруги.
Цифровий омметр являє собою вимірювальний міст з автоматичним зрівноважуванням. Зрівноважування проводиться цифровим керуючим пристроєм методом підбору прецизійних резисторів в плечах моста, після чого вимірювальна інформація з керуючого пристрою подається на блок індикації.
•	ПРИКЛАДИ: ОА3201-1, Е6-23, Щ34
Вимірювання малих опорів. Чотирипровідне підключення
При вимірі малих опорів може виникати додаткова похибка через вплив перехідного опору в точках підключення. Щоб уникнути цього застосовують т. зв. метод чотирьох підключень. Суть методу полягає в тому, що використовуються дві пари проводів - по одній парі на вимірюваний об'єкт подається струм певної сили, за допомогою іншої пари з об'єкта на прилад подається падіння напруги пропорційне силі струму і опору об'єкта. Провід під'єднуються до виводів вимірюваного двополюсника таким чином, щоб кожен з струмових дротів не стосувався безпосередньо відповідного йому дроти напруги, при цьому виходить, що перехідні опори в місцях контактів не включаються до вимірювального кола.